# James McIlroy
James McIlroy (7 de diciembre de 1977) nació en King's Lynnn en Norfolk, creció en Bélgica antes de regresar a Inglaterra en 1996. Comenzó su carrera como guitarrista profesional en 2002.

## Carrera
Es un guitarrista de la banda de Metal extremo Cradle of Filth desde el 2003 hasta 2005, McIlroy tocó en el álbum Nymphetamine y en la edición especial, así como en el Mannequin y en el DVD de Peace Through Superior Firepower.
Él originalmente audicionó para el cargo de guitarrista a finales del 2002, y salió con Cradle of Filth de gira por el álbumes Damnation and a Day y Nymphetamine, también como apariciones en el Ozzfest del 2003 y Viva La Bam (2005), antes de salir a trabajar en otros proyectos, su propia banda Chaosanct, también formando parte de la Orden de Apolión y la banda de rock gótico Inglés NFD. En 2009, regresó para la segunda etapa de Cradle of Filth gira la europea.
McIlroy toca actualmente en sus propias bandas Chaosanct, y Order of Apollyon y NFD. Grabó la guitarra para Cradle of Filth en el álbum Darkly, Darkly, Venus Aversa, y estaba de gira en 2010 y 2011. Actualmente se encuentra trabajando en el álbum debut de Chaosanct, y también como nuevo material para todas las bandas.

## Discografía
- Nymphetamine - Cradle of Filth (2004)
- Edición especial de Nymphetamine - Cradle of Filth (2005)
- I of Goliath - Chaosanct (2008)
- The Ascendance of Impurity - Chaosanct (2009)
- March of the Titans - Gravil (2010)
- The Flesh - Order of Apollyon (2010)
- Darkly, Darkly, Venus Aversa - Cradle of Filth (2010)

## Videografía
- Peace Through Superior Firepower
- Mannequin